# カーター・グラス

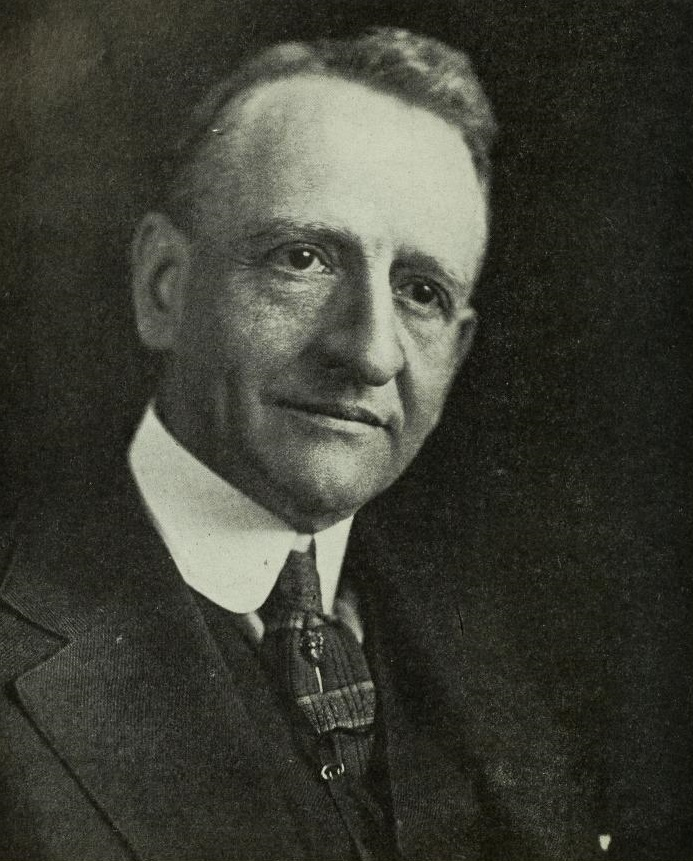
カーター・グラス

カーター・グラス（英:Carter Glass、1858年1月4日 - 1946年5月28日）は、アメリカ合衆国の政治家。ウッドロウ・ウィルソン大統領の下で第47代財務長官を務め、長年にわたって上院議員として活躍した。

## 生涯
1858年1月4日、グラスはバージニア州リンチバーグで生まれ、新聞の編集者になった。1899年、グラスはバージニア州議会の上院議員となり、1901年から1902年にかけてバージニア州の憲法制定会議の委員に選出された。グラスは憲法制定会議において最も影響力のあるメンバーであり、アフリカ系アメリカ人の公民権を剥奪するために人頭税の導入と読み書き能力試験の実施を推し進めた。またその一方で、鉄道会社などの事業者の規制するためのバージニア州企業委員会を設立するなど、革新運動に関する法律制定にも関与した。
1902年、グラスはバージニア州第6選挙区で空席となったアメリカ合衆国下院議員の補欠選挙に出馬し、当選した。1913年に下院銀行通貨委員会の委員長に就任し、ウッドロウ・ウィルソン大統領のもとロバート・オーウェンとともにオーウェン・グラス法の制定に尽力した。1918年、グラスはウィリアム・マカドゥーの後任として大統領の下で財務長官に指名された。1920年に財務長官を辞任すると、同年にトマス・マーティンの死去により空席となっていたアメリカ合衆国上院議員に選出された。
グラスは残りの人生を上院議員として過ごすことを決め、1933年にはフランクリン・ルーズベルト大統領からの財務長官への復帰要請を断った。グラスは同年に上院予算委員会の委員長に就任し、1941年から1945年までは上院仮議長を務めた。
グラスの上院議員としての最大の業績はグラス・スティーガル法の制定である。この法律は商業銀行による株式や社債の引き受け禁止、投資銀行(証券会社)による預金受け入れ禁止、商業銀行と投資銀行との提携禁止などを規定したものであり、この法律によって、商業銀行と投資銀行の分離に成功した。
1946年5月28日、グラスはワシントンD.C.で死去した。